# Ameridelphia
Los ameridelfos (Ameridelphia), conocidos vulgarmente como zarigüeyas, son un clado de mamíferos  que incluye la mayoría de los marsupiales actuales de  América del Sur, un total de 98 especies en dos órdenes,  Didelphimorphia (92 especies) y Paucituberculata (6 especies); el tercer orden, Sparassodonta, solo incluye especies extintas. Los estudios moleculares dieron como resultado que es un taxón parafilético de los marsupiales australianos.

## Taxonomía
```
*** Magnorden Ameridelphia 
(Szalay, 1982)

  *** Género 
Jaskhadelphys
 
Marshall & de Muizon, 1988
 (
†
)
  *** Género 
Progarzonia
 
Ameghino, 1904
 (†)
 ** Subfamilia 
Protodidelphinae
 
Marshall, 1987
 (†)
  ** Orden 
Didelphimorphia
 
(Gill, 1872)

 ** Familia 
Didelphidae
 
Gray, 1821

 ** Familia 
Sparassocynidae
 
(Reig, 1958)
 (†)
  ** Orden 
Paucituberculata
 
Ameghino, 1894
 
*** Superfamilia 
Argyrolagoidea
 
(Ameghino, 1904)
 (†)
 ** Familia 
Argyrolagidae
 
Ameghino, 1904
 (†)
 ** Familia 
Groeberiidae
 
Patterson, 1952
 (†)
 ** Familia 
Patagoniidae
 
Pascual & Carlini, 1987
 (†)
 *** Superfamilia 
Caenolestoidea
 
(Trouessart, 1898)
 
  ** Familia 
Abderitidae
 
(Ameghino, 1889)
 (†)
  ** Familia 
Caenolestidae
 
Trouessart, 1898
  
  ** Familia 
Palaeothentidae
 
(Sinclair, 1906)
 (†)
  ** Familia 
Sternbergiidae
 
(Szalay, 1994)
 (†)
  *** Superfamilia 
Caroloameghinioidea
 
(Ameghino, 1901)
 (†)
  ** Familia 
Caroloameghiniidae
 
Ameghino, 1901
 (†)
  ** Familia 
Glasbiidae
 
(Clemens, 1966)
 (†)
  * Superfamilia 
Polydolopoidea
 
(Ameghino, 1897)
 (†)
  *** Familia 
Bonapartheriidae
 
Pascual, 1980
 (†)
  *** Familia 
Polydolopidae
 
Ameghino, 1897
 (†)
  *** Familia 
Prepidolopidae
 
Pascual, 1980
 (†)
  *** Familia 
Sillustaniidae
 
Crochet & Sigé, 1996
 (†)
  ** Orden 
Sparassodonta
 
(Ameghino, 1894)
 (†) 
  *** Familia 
Borhyaenidae
 
Ameghino, 1894
 (†) 
  *** Familia 
Hondadelphidae
 
Marshall et al., 1990
 (†)
  *** Familia 
Mayulestidae
 
de Muizon, 1994
 (†)
```